# Constructive solid geometry
Constructive solid geometry (CSG, konstruktivní geometrie těles) je vektorové modelování geometrických objektů. Tyto objekty se konstruují z primitivních geometrických těles (koule, kvádr, válec, kužel, toroid) operacemi sjednocení, průniku a rozdílu.
CSG modelování využívají programy jako AutoCAD nebo POV-Ray.
Alternativou je 2 ½ D modelování. Jedná se o modelování 3D těles pomocí transformací z 2D objektů – posunutí (vysunutí, extrude), rotace (rotate, revolve) nebo např. posunutí podle křivky.